# 杜阿斯巴拉斯
杜阿斯巴拉斯是巴西里约热内卢州的一个市镇。总面积375.238平方公里，总人口10891人，人口密度29人/平方公里。